# Hilma Wengberg
Hilma Charlotta Augusta Wengberg, född 19 februari 1878 i Härnösand, död 23 augusti 1946, var en svensk läkare. 
Wengberg blev student vid Uppsala universitet 1897, medicine kandidat 1901 och medicine licentiat vid Karolinska institutet i Stockholm 1906. Hon var underläkare vid Kronprinsessan Victorias kustsanatorium vid Skälderviken somrarna 1905, 1906 och 1907, amanuens vid Lunds länslasarett 1907–1908 och praktiserande läkare i Göteborg.
Wengberg var läkare vid Gullbergsbrohemmet i Göteborg från 1910, biträdande läkare vid Göteborgs barnsjukhus 1910–1921, läkare vid Nya Elementarläroverket för flickor från 1919 och vid Göteborgs folkskolor i Örgryte från 1922. Hon var även läkare vid Vasa flickskola, Fruntimmersföreningens flickskola och högre allmänna läroverket för flickor i Göteborg.
Doktor Wengbergs Gata på Guldheden i Göteborg är uppkallad efter henne. Hilma Wengberg är begravd på Färlövs kyrkogård.